# Тадзриси
Тадзриси (груз. ტაძრისი) — село в Грузии, на территории Боржомского муниципалитета края (мхаре) Самцхе-Джавахети.

## География
Село находится на юге центральной части Грузии, на левом берегу реки Сакирула (бассейн Куры), на расстоянии 12 километров (по прямой) к юго-западу от города Боржоми, административного центра муниципалитета. Абсолютная высота — 1299 метров над уровнем моря.

## Население
По результатам официальной переписи населения 2014 года, в Тадзриси проживал 541 человек (282 мужчины и 259 женщин). В национальной структуре населения грузины составляли 99,4 %, армяне — 0,2 %, осетины — 0,2 %, украинцы — 0,2 %.
| Год  | Население, человек |
| ---- | ------------------ |
| 2002 | 546                |
| 2014 | ↘ 541              |